# Montceaux-lès-Vaudes
Montceaux-lès-Vaudes és un municipi francès situat al departament de l'Aube i a la regió del Gran Est. L'any 2007 tenia 244 habitants.

## Demografia

### Població
El 2007 la població de fet de Montceaux-lès-Vaudes era de 244 persones. Hi havia 97 famílies de les quals 24 eren unipersonals (20 homes vivint sols i 4 dones vivint soles), 32 parelles sense fills i 41 parelles amb fills.
La població ha evolucionat segons el següent gràfic:
Habitants censats

### Habitatges
El 2007 hi havia 106 habitatges, 99 eren l'habitatge principal de la família, 6 eren segones residències i 1 estava desocupat. 105 eren cases i 1 era un apartament. Dels 99 habitatges principals, 82 estaven ocupats pels seus propietaris, 7 estaven llogats i ocupats pels llogaters i 10 estaven cedits a títol gratuït; 3 tenien dues cambres, 11 en tenien tres, 34 en tenien quatre i 51 en tenien cinc o més. 89 habitatges disposaven pel capbaix d'una plaça de pàrquing. A 35 habitatges hi havia un automòbil i a 54 n'hi havia dos o més.

### Piràmide de població
La piràmide de població per edats i sexe el 2009 era:
| Homes | Edats   | Dones |
| ----- | ------- | ----- |
| 0     | 95 o +  | 0     |
| 0     | 90 a 94 | 0     |
| 0     | 85 a 89 | 0     |
| 0     | 80 a 84 | 0     |
| 4     | 75 a 79 | 0     |
| 0     | 70 a 74 | 4     |
| 16    | 65 a 69 | 4     |
| 8     | 60 a 64 | 8     |
| 0     | 55 a 59 | 4     |
| 20    | 50 a 54 | 16    |
| 8     | 45 a 49 | 12    |
| 16    | 40 a 44 | 12    |
| 0     | 35 a 39 | 4     |
| 16    | 30 a 34 | 0     |
| 0     | 25 a 29 | 20    |
| 0     | 20 a 24 | 0     |
| 12    | 15 a 19 | 4     |
| 4     | 10 a 14 | 12    |
| 0     | 5 a 9   | 16    |
| 4     | 0 a 4   | 8     |

## Economia
El 2007 la població en edat de treballar era de 164 persones, 119 eren actives i 45 eren inactives. De les 119 persones actives 106 estaven ocupades (59 homes i 47 dones) i 13 estaven aturades (5 homes i 8 dones). De les 45 persones inactives 12 estaven jubilades, 20 estaven estudiant i 13 estaven classificades com a «altres inactius».

### Ingressos
El 2009 a Montceaux-lès-Vaudes hi havia 106 unitats fiscals que integraven 250 persones, la mediana anual d'ingressos fiscals per persona era de 18.396 €.

### Activitats econòmiques
Dels 9 establiments que hi havia el 2007, 4 eren d'empreses de construcció, 3 d'empreses de transport, 1 d'una empresa d'hostatgeria i restauració i 1 d'una empresa de serveis.
Dels 4 establiments de servei als particulars que hi havia el 2009, 2 eren paletes, 1 guixaire pintor i 1 restaurant.
L'any 2000 a Montceaux-lès-Vaudes hi havia 5 explotacions agrícoles.

## Poblacions més properes
El següent diagrama mostra les poblacions més properes.